# NGC 6119
NGC 6119 في الفهرس العام الجديد، هي مجرة، تقع في كوكبة الإكليل الشمالي (كوكبة). اكتشفت في 27 أبريل 1827 بواسطة جون هيرشل.

## روابط خارجية
- NGC 6119 على موقع ويكي سكاي: DSS2, SDSS, GALEX, IRAS, Hydrogen α, X-Ray, Astrophoto, Sky Map, Articles and images